# Comuna Dunaiivka, Prîazovske
Dunaiivka (în ucraineană Дунаївка) este o comună în raionul Prîazovske, regiunea Zaporijjea, Ucraina, formată din satele Dunaiivka (reședința) și Viktorivka.

## Demografie
Componența lingvistică a comunei Dunaiivka
     Ucraineană (59,74%)
     Rusă (40,12%)
     Alte limbi (0,14%)
Conform recensământului din 2001, majoritatea populației comunei Dunaiivka era vorbitoare de ucraineană (59,74%), existând în minoritate și vorbitori de rusă (40,12%).